# T92 경전차

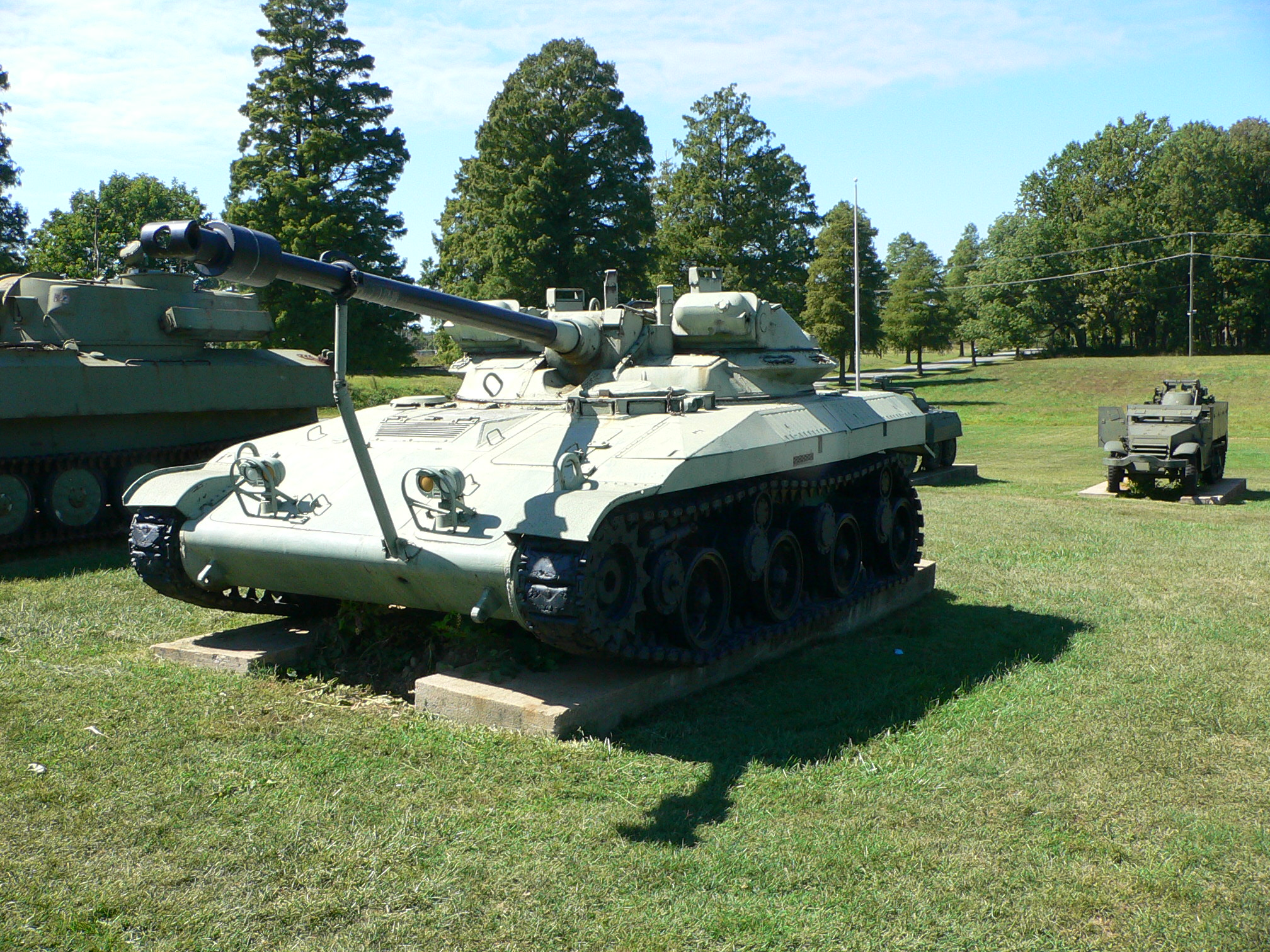
미국 육군 오드넌스 박물관에서 전시 중인 T92

T92 경전차(T92 Light Tank)는 미국이 1950년대에 개발한 경전차로서 개발 목적은 M41 워커불독을 대체하려는 것이었다. 그러나 생산 단계까지 이르지는 못했고, M551 쉐리던이 대신 채용되었다.